# خارج نطاق التغطية (فلم)
خارج نطاق التغطية (بالإنجليزية: Airplane Mode) هو فيلم كوميدي برازيلي لعام 2020 من إخراج سيزار رودريغز من سيناريو لألبرتو بريمر وكتبه ريناتو فاجونديس وأليس نامي بومتيبو. تم إصدار الفيلم في 23 يناير 2020 بواسطة نتفليكس.

## إنتاج
في أبريل 2019, تم الإعلان خلال حدث Rio2C (Rio Creative Conference) لعام 2019 عن أن نتفليكس ستنتج أول فيلم كوميدي برازيلي بطولة لاريسا مانويلا. في يوليو 2019, تم الإعلان عن انضمام إراسمو كارلوس، كاتيوسيا كانورو، وأندريه فرامباخ وداني أورنيلاس إلى طاقم الفيلم. وأفيد أن نوعية اللغة الإنجليزية يصفها بأنها سيئة مع حركة شفاه سيئة.

## روابط خارجية
- مقالات تستعمل روابط فنية بلا صلة مع ويكي بيانات

خارج نطاق التغطية على نتفليكس
خارج نطاق التغطية على قاعدة بيانات الأفلام على الإنترنت